# Saab 9LV

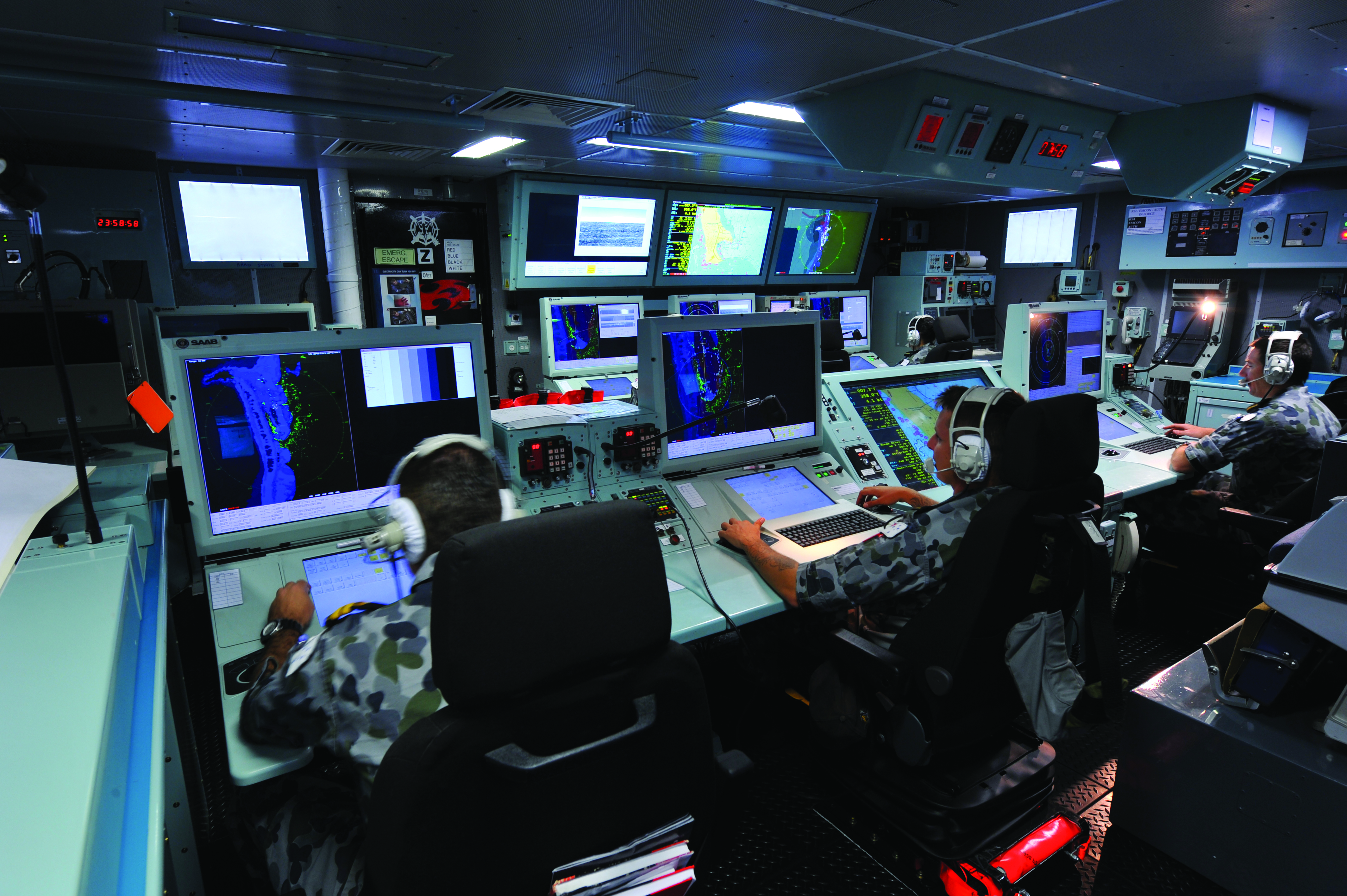
БИУС 9LV в боевом информационном центре фрегата типа «АНЗАК»

Saab 9LV — это морская боевая информационно-управляющая система (БИУС) шведской компании Saab. Модель 9LV была создана, когда Philips Teleindustri AB (1975 переименована в Philips Elektronikindustrier AB), дочерняя компания Philips в Нидерландах, была выбрана в качестве поставщика системы управления стрельбой торпедами и универсальной артиллерии, включая РЛС управления огнём для торпедных катеров типа «Норрчёпинг» ВМС Швеции.
До кораблей типа «Норрчёпинг» Philips поставлял системы управления торпедной стрельбой для торпедных катеров типа Spica и Plejad и подводных лодок типа Sjöormen и Draken, а также системы управления ПЛО для эсминцев типа Halland и фрегатов типа Visby. Однако после того, как в состав системы была введена РЛС управления ПВО, система получила название 9LV (LV — шведское сокращение от luftvärn, то есть противовоздушная оборона). 
9LV в настоящее время используется на нескольких классах боевых кораблей, включая австралийские фрегаты типа Anzac, шведские корветы типа Visby, канадские фрегаты типа Halifax и австралийские УДК типа «Канберра».

## Этимология имени
История названия 9LV восходит к концу 1960-х годов, когда компания Philips Teleindustri (Järfälla, SE) присвоила продукту из Швеции индекс 9. 
LV — это шведское сокращение от «Luftvärn» («Наземная противовоздушная оборона»). 
Часто конкретная конфигурация корабля класса 9LV идентифицируется трёхзначным числом, состоящим из одной цифры сложности и двухзначного серийного кода или кода страны. Первая цифра определяется следующей таблицей. 
| 1 | Малая система, оптронный директор «100»                                                         |
| 2 | Малая система, радиолокационный директор «Ceros 200»                                            |
| 3 | Более сложная система, оптронный и радиолокационный директор (100 + 200 = 300)                  |
| 4 | Основная система (фактически «2 + 2», то есть двойной Ceros) (Гётеборг, АНЗАК, Висбю, Наресуан) |

## Основы боевого управление
Военно-морская боевая информационно-управляющая система (БИУС) — это компьютерная система, которая включает средства обнаружения, оружие, каналы передачи данных, средства поддержки и другое оборудование военно-морского корабля, с помощью которого офицеры и матросы выполняют боевую задачу через цикл НОРД. Типичные функции включают управление сенсорами, синтез данных сенсоров, оценку угроз, назначение оружия, управление оружием и т. д. 

## 9LV Mk1 (1968—1977)
В 1968 года дочерняя шведская компания Philips (Philips Teleindustri AB, PTAB) разработала систему 9LV200 для шведских кораблей типа Norrköping. Контракт был заключён PTAB 1969.
Система была основана на аналоговых компьютерах с недавно разработанной гидравлически управляемой платформой и РЛС управления огнем Ceros с быстрой перестройкой частоты Ku-диапазона. Система также включала радар обнаружения цели с сопровождением в процессе сканирования X-диапазона. В Королевском флоте Швеции система получила обозначение «ARTE 722».
Mk1 включал в себя цифровой компьютер с фиксированной программой.

## 9LV Mk2 (1977—1983)
Патрульный катер Jägaren («Охотник») был построен как испытательное судно, прототипом для него послужили канонерские лодки Storm и Snögg. Позже Bergens Mekaniske Verksteder построила еще 16 патрульных катеров на базе Jägaren. Патрульные катера были оснащены 9LV Mk2 (Arte 726). Система имела несколько модификаций, обозначаемых буквами A-D. После вывода из эксплуатации патрульных катеров эти радары были модернизированы и установлены на модернизированных тральщиках типа Koster.

## 9LV Mk2.5 (1983—1987)
Программное обеспечение 9LV Mk2.5 было впервые написано на языке высокого уровня (RTL/2), в аппаратную архитектуру внедрены новые процессоры и шины. В ВМС Швеции 9LV Mk2.5 получил название Arte726E.

## 9LV Mk3 (1987—2005)
Основываясь на опыте с 9LV MK2.5, примерно с 1985 года 9LV был значительно модернизирован и получил наименование Mk3. Он отличался модульной архитектурой под названием Base System 2000 (Bassystem 2000) как дополнение к коммерческой операционной системе реального времени OS-9. Новый язык программирования Ada был использован в сотрудничестве с компанией Rational. После приобретения 1 января 1990 года подразделения Ericsson «H Division», разрабатывающего конкурирующую систему боевого управления (Maril systems), несколько ключевых архитектурных особенностей были перенесены в 9LV Mk3.
9LV Mk3 была полностью распределенной системой, основанной на локальной сети Ethernet, с небольшими не зависящими от местоположения приложениями, реализованными на Ada. Он также отличался концепцией «системного семейства», где все классы кораблей основывались на общей кодовой базе (библиотеке повторного использования) и многофункциональных консолях, что позволяло любому оператору выполнять любую задачу из любого положения.

## 9LV Mk3E (1998—2008)
Стремясь извлечь выгоду из быстрого развития коммерчески доступного оборудования, программная база MK3 была перенесена на процессоры Intel на базе cPCI, работающие под управлением MS Windows NT вместо OS-9 реального времени, используемой в MK3. 

## 9LV Mk4 (2008-)
Чтобы облегчить интеграцию и партнёрство, Mk4 был разработан в направлении открытой морской архитектуры. Mk4 использует DDS для создания модульности и язык программирования Java для некоторых приложений. Первое развёртывание некоторых ограниченных программных компонентов 9LV MK4 было в составе боевой системы Lockheed Martin Canada CMS330, используемой на фрегатах типа Halifax, где Saab выступал в качестве субподрядчика Lockheed-Martin Canada. Более поздние версии CMS330 не используют компоненты 9LV Mk4. 
Важной вехой для 9LV Mk4 стал пуск 30 августа 2015 года ракеты ESSM с HTMS «Наресуан» во время учений CARAT 2015, менее чем через три года после подписания контракта на поставку ракеты.
Поскольку Saab разработал архитектуру 9LV с виртуализацией, контейнеризацией и другими технологиями, показатель поколения («Mk4») становится менее важным и даже не упоминается в маркетинге.

## Награды и признание
Saab стал лауреатом конкурса «Year Award in Australia, 2012»: вместе с BAE Systems и CEA Technologies он выиграл номинацию Major Company/DMO Project Team of the Year в разделе обороны от противокорабельных ракет.

## История развития 9LV
История C2S, создателя 9LV
- 1938: Основание Standard Radiofabrik.
- 1956: Основана компания SRT (Standard Radio & Telefon AB).
- 1964: SRT строит завод в Веддесте, Ярфелла, недалеко от Стокгольма.
- 1968: Основана компания Philips Teleindustrier; на церемонии открытия присутствовал шведский король.
- 1971: Из компьютерного подразделения SRT выделяется компания Stansaab (акционеры — государство, Saab и ITT).
- 1973: ITT покидает Stansaab.
- 1975: Stansaab получает крупный заказ на АОС в Москве.
- 1976: Возникновение Philips Elektronikindustrier (слияние с Philips Teleindustrier)
- 1978: Datasaab создана в результате слияния Stansaab и Datasaab.
- 1981: Ericsson покупает Datasaab и оставляет за собой Alfaskop, в то время как SRA закупает радиолокационные системы, позже ставшие Ericsson Radio Systems.
- 1982: Создание Ericsson Information Systems (EIS)
- 1982: Основана компания SRA Communications AB.
- 1983: Маркони передает SRA компании Ericsson Radio Systems.
- 1988: «Command & control and radar technology» превращаются в Ericsson Radar Electronics (ERE)
- 1990: Bofors Electronics (BEAB) приобретает военное производство Philips и Ericssons (ERE).
- 1991: BEAB присоединяется к Nobeltech
- 1993: Nobeltech меняет название на Celsiustech
- 2000: Saab покупает Celsiustech; новые имена — SaabTech Systems и SaabTech Electronics.
- 2003: SaabTech создан из Saab Avionics и SaabTech Systems.
- 2005: Создана Saab Systems
- 2009: Решения Saab для обеспечения безопасности и защиты

История подразделения командования и управления в Saab началась в 1966 г. под названием SESAM) начала работу над системой управления боевыми действиями следующего поколения. Это привело к появлению первых черновиков того, что позже стало NIBS (Näckens InformationsBehandlingsSystem). Группа разработала полностью цифровое комбинированное решение по ведению боя и управления огнём с двумя рабочими местами оператора, способными оценивать не менее 10 целей. Три пульта оператора типа Stansaab. Позднее приказ был отдан Стансаабу; программное обеспечение было поставлено Teleplan.
- 1988: SESUB (Strids- & Eldledning SUBmarin); заключен контракт с Datasaab (современный NIBS)
- 1996: CelsiusTech получила полное решение SESUB 940